# W-inds.
w-inds.（ウィンズ）は、日本の男性ダンス&ボーカルユニット。ライジングプロダクション所属。レーベルはPONY CANYON。

## 概要
- ユニット名は、北海道出身の千葉と緒方が北、福岡県出身の橘が南、両者の風  (wind)  が一つになって世界中に届いて勝つ (win) 、「-」や「.」は結成当時に利用が広まった「ネット」でも知られる、との思いを込めている。
- R&Bやヒップホップ、ダンスミュージックなど、一つのジャンルに留まらず多彩な音楽のジャンルで活動する。
- DA PUMPの後輩グループにあたり、デビュー曲は当時DA PUMPのメンバーであったKENが振り付けを担当したり、お互いのライブで前座を務め合ったりした。
- 2000年11月から代々木公園や渋谷でストリートパフォーマンスを開始し、2001年3月に渋谷歩行者天国広場で8,000人を集めた。2001年は、3月14日にシングル「Forever Memories」でメジャーデビューして第43回日本レコード大賞最優秀新人賞を受賞し、1stアルバム『w-inds.〜1st message〜』が初登場で1位となる。2002年に紅白歌合戦に初出場する。
- 2004年に初の海外単独公演を台湾で開催し、3rdアルバム『w-inds.〜PRIME OF LIFE〜』が、日本人歌手として宇多田ヒカルと浜崎あゆみに次いで3組目、日本人男性歌手として初めて台湾の総合チャートで1位となる。2006年に外国人アーティストとして初めて、台湾のアルバムチャートで4作連続首位となった。
- 以降中国、香港、台湾、韓国で原盤発売してライブを開催し、各国で様々なアワードを受賞した。タイ、マレーシア、シンガポール、ベトナムでも国際イベントに参加するなど活動している。2009年11月7日付日刊スポーツのインタビューで、橘慶太が「マレーシアやシンガポールでライブをやりたい」と語るなどアジア圏進出に熱意を表明し、日本国内だけでなく東アジア圏など海外を勢力範囲として音楽活動を続けている。
- 2004年に発売されたアルバム『w-inds.PRIME OF LIFE』をはじめ、2012年までに合計10作品でIFPI香港 Top Sales Music Awardベストセールスリリース日韓部門を受賞し、功労賞が授与された。
- グループカラーは2009年より青色を使用していた。2005年にリリースされたアルバム『ageha』のジャケットアートから涼平は青色、慶太は黄色（2006年から赤色）、龍一は緑色、とメンバーそれぞれのイメージカラーを公式サインライトなどに用いたが、2009年夏からグループ統一のイメージカラーを青色に定めてライブの公式サインライトも青色に統一している。青色はサッカー日本代表のユニフォームカラーに由来し、音楽界の日本代表を目指す意を込めて当時のマネージャーが発案した。メンバーカラーは現在でも衣裳や公式ライブグッズ等に用いられることがあり、35thシングル「In Love With The Music」のミュージックビデオで各メンバーカラーの衣装を着用している。2024年よりグループカラーを白色に変更。メンバーの橘慶太はSNSでの投稿で、かねてから自分達にとってグループのイメージは何色にでも染まれる白色であったと明かしている。
- 2017年の「We Don't Need to Talk Anymore」以降、ボーカルの橘慶太によるセルフプロデュースが本格化している。橘は同グループの楽曲の作詞、作曲のみならず、レコーディング、トラックダウンからマスタリングまで関わっている[4][5]。
- 2020年6月1日に、緒方龍一が心身症のため2020年5月31日付けで脱退して契約を終了し、今後は橘と千葉の2人がグループ活動を継続する、と所属事務所が発表した。[6]これまでは橘がボーカルで千葉と緒方がダンスとコーラスという形をとっていたが、ここから橘と千葉のツインボーカル体制に移行している。
- 2023年3月14日の結成22周年目に発売されたアルバム「Beyond」は橘慶太プロデュースの作品に加え、かつてw-inds.を支えた作家陣が楽曲を提供しており、過去と現在をつなぐことによって「今」のw-inds.を完成させた作品になっている。
- 2023年6月9日、公式YouTubeチャンネルが10万人を突破し、6月14日に「w-inds. Official YouTube Channel登録者数10万人突破記念 緊急生配信」が行われた。[7]

## 主な出演・開催イベント
- 2000年
  - 11月26日、初めての路上ライブが代々木公園で約20分間行われた。
  - 12月3日、渋谷で2度目の路上ライブ、道玄坂の歩行者天国でも行われた。
  - 12月10日、毎週日曜日に代々木公園で路上ライブ。

- 2001年

  - 2月11日、2月12日、2月18日、2月25日、渋谷の歩行者天国で路上ライブ、3月4日は、雨天のため中止。
  - 2月17日、沖縄で路上ライブ、「春のカーニバル｣出演。
  - 3月11日、渋谷･109前広場特設ステージにてデビューイベントを開催、8000人ものファンが殺到。また、インストア・ライブ&握手会を行い北海道から福岡まで全国7ヶ所を回った。
  - 3月24日、北海道キャンペーン。
  - 3月29日、長崎で路上ライブ。
  - 3月31日、福岡キャナルシティーにてデビューイベントを開催。
  - 4月1日、京都・大阪キャンペーン。
  - 4月4日、池袋サンシャイン60噴水前にてイベントを開催、ファン3000人殺到。
  - 4月6日、渋谷にてイベントを開催。
  - 4月14日、「スターライトオーディション」にゲスト出演。
  - 4月21日、仙台キャンペーン。
  - 4月22日、名古屋キャンペーン。
  - 4月29日、横浜ランドマークプラザにてイベントを開催、徹夜組含めファン4000人集まる。
  - 5月12日、姫路城三の丸広場にて行われたDA PUMPのコンサートに飛び入り参加。
  - 6月3日、仙台市・勾当台公園にて開催された東北放送イベント「TBCラジオカーニバル2001」に出演。
  - 6月17日、学園祭ライブに出演。
  - 7月、全国8大都市で「Feel The Fate」発売イベントを行い、東京会場である国立代々木競技場オリンピックプラザでは1日に7000人ものファンと握手をした。
  - 7月15日、「九州・沖縄」サミットに出演
  - 7月20日、那須ハイランドパークにて行われたイベントに出演。
  - 7月22日、DA PUMPコンサートスタートオープニングアクトに出演。
  - 9月25日、銀座ガスホールにて開催された初出演映画「Star Light」完成披露試会に出演。
  - 9月30日、福岡県北九州市八幡東区のスペースワールド駅前にて開催された「北九州博覧祭記念」に出演。
  - 11月2日、南日本放送イベントに出演。
  - 11月4日、ファミリーマート主催のイベントに出演。
  - 10月、「Paradox」発売イベントを全国5ヶ所で行った。
  - 11月10日、9月1日にファンクラブ「w-inds.day」を発足した後、初となるファンクラブイベント「w-inds. FAN CLUB EVENT 2001」をSHIBUYA-AXにて開催。
  - 12月24日、国立代々木競技場オリンピックプラザにて「w-inds.〜1st message〜」発売記念クリスマスイベントを開催。

- 2002年
  - 2月10日、SHIBUYA-AXに抽選で選ばれた1700人を招待し、「try your emotion」発売イベントを行った。
  - 7月30日、宜野湾海浜公園で開催された「MUSIC FEST PEACE OF RYUKYU 2002」に出演。
  - 8月8日、INAS‐FIDの開会式セレモニーに出演。(Earth Harmoney)
  - 12月10日、「w-inds. cafe」 をオープン。
  - 12月19日、｢ウィンディーストリート｣公開録音。
  - 12月24日、国立代々木競技場第二体育館にて、「w-inds.〜THE SYSTEM OF ALIVE〜」発売記念クリスマスイベントを開催。

- 2003年
  - 1月11日、クリスマスイベントに行けなかった人のために握手会を開催。
  - 3月30日、パシフィコ横浜国立大ホールで行われた、｢INAS-FIDメモリアルフェスティバル｣に出演。(Earth Harmoney)
  - 12月16日、「w-inds. cafe」 をオープン。
  - 12月23日、神奈川横浜赤レンガ倉庫前にて、「w-inds.〜PRIME OF LIFE〜」発売記念クリスマスイベントを開催。デビューから毎年行なわれたこのイベントはw-inds.にとって恒例行事となりつつあったものの、会場のキャパシティを大きく上回るファン約30000人が横浜赤レンガ倉庫前に大挙し、パニック寸前となってしまう事態が発生、それ以来ファンの安全を第一に考え、2004年以降は自粛。

- 2004年
  - 1月1日、台湾「w-inds. cafe in 台湾」 をオープン。
  - 7月13日～7月17日までの5日間、東京・原宿にあるラフォーレ原宿にて「w-inds. museum」を開催。
  - 10月9日、台湾にて｢w-inds.Museum｣開催。
  - 11月12日および13日、14日、初の海外単独公演「w-inds."PRIME OF LIFE" Tour 2004 in Taiwan」を南港101文創会館にて開催。
  - 11月28日、お台場フジテレビにて「w-inds.in Friday Night Live」(2004.12.17放送)を公開録画。

- 2005年
  - 1月1日、日韓国交正常化40周年記念『日韓友情音楽祭2005』に出演。
  - 2月22日、｢いろメロミックス｣内パケラジPRの為、Leadとともに記者会見に参加。
  - 3月6日、テレビ朝日主催｢w-inds.スペシャルLIVE｣を開催。
  - 3月30日～5月5日まで、札幌、名古屋、福岡、大阪、東京にて「w-inds. museum 2005」を開催。
  - 9月24日および25日、約10か月振りとなる台湾単独公演「w-inds. Live Tour 2005 "ageha" In Taiwan」を新荘体育館にて開催。
  - 11月26日、渋谷で行われた「コスモアースコンシャス アクト クリーンキャンペーン in 東京」に参加、事前にweb上で参加申込みされた約400名と渋谷の街を清掃した。

- 2006年
  - 3月14日、渋谷でさまざまなイベントを行い、渋谷をジャックした。
  - 5月16日、「GOAL!Japanプレミア」に出演。
  - 5月25日、「GOAL!プレミアロードショー舞台挨拶」に出演。
  - 9月2日、台湾・台北市の中山足球場で開催されたMTV Mandarin Award 2006に出演。J-POPアーティスト優秀賞を受賞した。
  - 11月9日、「中華年記念音楽祭」に出演。
  - 11月25日、韓国・Mnetが主催するMKMF2006に出演。アジアベストポップアーティスト賞を受賞した。

- 2007年
  - 3月13日、北京で開催された日中国交正常化記念スーパーライブに出演。
  - 5月26日、さいたまスーパーアリーナにて行なわれた、「MTV VIDEO MUSIC AWARDS JAPAN 2007」に出演。
  - 7月2日、香港返還10周年記念イベントPOP ROCK GALAにゲスト出演。
    - IFPI香港ベストセールス賞を贈呈された。

  - 11月10日および11日、約2年2か月振りとなる台湾単独公演「w-inds.Live Tour 2007 ~Journey~ in Taiwan」を台北アリーナにて開催。

- 2008年
  - 5月8日、首相官邸で行われた日中晩さん会で、福田康夫元首相、中国の胡錦濤国家主席らを前にライブを実施。
  - 5月24日および26日、ハノイ・ホーチミン音楽祭に出演。
    - ベトナム親善大使杉良太郎の呼びかけにより、秋川雅史、夏川りみらと共に、日本人代表歌手として参加した。

  - 5月31日、さいたまスーパーアリーナにて行なわれた、「MTV VIDEO MUSIC AWARDS JAPAN 2008」に出演。
  - 7月14日、四川大地震チャリティ・ライブハートエイド・四川に出演。
    - ジュディ・オング、ジャッキー・チェンらを発起人として企画されたイベントである。

  - 10月4日、アジアの各国代表のアーティストが招待される「アジアソングフェスティバル(ASF)」に出演。
    - 韓国・ソウルワールドカップ競技場で開催されたこの音楽祭で、THE BEST ASIAN ARTIST AWARDSを受賞した（なお、同音楽祭には、東方神起、飛輪海らも出演）。

  - 11月15日、北海道・千歳のアウトレットモール・レラにて、イルミネーション点灯式とミニライブを行い、1000人近い観客を集めた。
  - 11月8日、東京・青海のヴィーナスフォート教会広場にて、約7万通の応募の中から選ばれた400人のファンの前でイルミネーション点灯式とミニライブを行った。
  - 12月14日サッポロファクトリーホール、12月23日Zepp Tokyoにて約5年振りとなるクリスマスイベントを開催。

- 2009年
  - 5月29日、国立代々木競技場第一体育館にて行なわれた、「MTV VIDEO MUSIC AWARDS JAPAN 2010」に出演。
  - 11月6日、初の香港単独公演となる「w-inds. LIVE TOUR 2009 "SWEET FANTASY" in HONGKONG」をHong Kong Convention and Exhibition Centreにて開催。
    - およそ8,000人を動員した。ロビンの香港レポート：w-inds.香港コンサート行ってきました！ アジアンビート

  - 11月14日、およそ2年ぶりになる台湾公演「w-inds. LIVE TOUR 2009 "SWEET FANTASY" in Taiwan」を新荘体育館にて開催。
  - 12月19日、新木場STUDIO COASTにてクリスマスイベントを開催。

- 2010年
  - 5月31日、さいたまスーパーアリーナにて行なわれた、「MTV VIDEO MUSIC AWARDS JAPAN 2008」に出演。
  - 6月12日、上海国際博覧会（上海万博） の日本館主催コンサート「JAPAN DAY UNITE! 〜こころをつなぐ和の響き〜」に出演。
  - 9月18日、国立代々木第一体育館で開催された日本最大級のファッション&音楽イベントGirls Award 2010にゲスト出演し、パフォーマンスを披露。
  - 10月16日、初の上海単独公演「w-inds. Live Tour 2010 "Another World" in SHANGHAI」を上海大舞台にて開催。NHK BS1「アジアクロスロード」2010年10月25日放送分より

- 2011年
  - 2月19日、ナゴヤドームで開催された東京ガールズコレクション in 名古屋にライブパフォーマンスゲストとして参加。
  - 3月5日、国立代々木第一体育館で開催されたTOKYO GIRLS COLLECTION by girlswalker.com '11 S/Sにライブパフォーマンスゲストとして参加。
  - 4月28日、デビュー10周年記念イベント「w-inds. 10th Anniversary –Three Fourteen- at 日本武道館」を日本武道館にて開催。当初、デビュー日である3月14日にライブを開催する予定だったが、東日本大震災の影響で延期に。この日は電源車を使って電力をカバーしたほか、LEDライトを使用するなど1/5の電力消費量に抑えて開催。ライブの収益の一部を義援金として寄付することを発表し、会場には募金箱が設置された。被災地や、高い人気を誇るアジア全域にもファンは多く、インターネット動画サイトでライブの一部を無料で生配信した[8]。
  - 6月15日、「MTV LIVEDAM Sing for Smile Tour VMAJ in FUKUOKA」に参加。
  - 6月16日、「MTV LIVEDAM Sing for Smile Tour VMAJ in OSAKA」に参加。
  - 6月25日、幕張メッセにて行なわれた、「MTV VIDEO MUSIC AID JAPAN 2011」に出演。
  - 10月8日および9日、「第2回 日越友好音楽祭」に参加。
  - 11月15日および16日、約2年振りとなる香港単独公演「w-inds. 10th Anniversary BEST LIVE TOUR 2011 in HONGKONG」をKOWLOON BAY KITEC-STAR HALLにて開催。（16日は15日の公演のチケットがSOLD OUTのため急遽追加）
  - 12月3日、初の韓国単独公演「w-inds. 10th Anniversary BEST LIVE TOUR 2011 in Seoul」をSEOUL-AXにて開催を予定していたが、11月18日の段階で現地での諸般の事情を含むもので、万全な体制にてw-inds.のベストなライブパフォーマンスをお届けする為に止むを得なく公演を延期し、引き続き10周年の記念ライブとして2012年3月14日までの開催実現に向け日程調整を重ねていたが、現地主催者側との調整が最後まで折り合う事が出来ず断念。
  - 12月11日、約1年振りとなる上海単独公演「w-inds. 10th Anniversary BEST LIVE TOUR 2011 in SHANGHAI」を上海大舞台(上海市漕渓北路1111号)にて開催。

- 2012年
  - 3月24日、上海で開催されたTGC Girls Collection in Shanghai 2012にライブパフォーマンスゲストとして参加。
  - 4月29日、台湾で開催されたE-DA SUPER ASIA Music Festivalにライブパフォーマンスゲストとして参加。
  - 6月23日、幕張メッセにて行なわれた、「MTV VIDEO MUSIC AWARDS JAPAN 2012」に出演。
  - 8月24日、「お台場合衆国 めざましライブ2012」に出演。
  - 10月20日、約11か月振りとなる香港単独公演「w-inds. LIVE TOUR 2012 "MOVE LIKE THIS" in HONG KONG」をKitec - Star Hall（九龍灣國際展貿中心- 匯星）にて開催。

- 2013年
  - 11月28日、NHKホールで行われた「日・ASEAN友好音楽祭〜災害復興への祈り〜」に参加。
  - 11月30日、「第7回アジア国際子ども映画祭」に出演。
  - 12月14日、帝国ホテルで行われた日・ASEAN首脳晩さん会で、安倍晋三首相ら220人を前にライブを実施。

- 2014年
  - 1月18日、約1年2か月振りとなる香港単独公演「w-inds. LIVE TOUR "AWAKE"in Hong Kong」をAsia World Expo：Arena Hall 1（亜洲博覧館Hall 1）にて開催。
  - 2月23日、フィリピン台風被災児童支援チャリティーイベントに出演。
  - 6月11日、「代々木凱旋フリーミニライブ」を代々木公園 野外ステージにて開催。2000年11月26日に代々木公園で3人しかいないお客さんの前で初のストリートライブを行なってから4945日、デビュー14年目に突入したw-inds.がデビュー当時にストリートライブをしていた代々木公園にて、凱旋フリーミニライブを行った。
  - 6月14日、MTV Video Music Awards JapanでT.M.Revolution、道重さゆみと共にMCを務めた。
  - 6月29日、宮崎県　フェニックス・シーガイア・リゾート特設会場（シーガイアスクエア１）にて開催された「SEAGAIA MUSIC RESORT 2014」に出演。
  - 8月9日、神奈川県・リビエラ逗子マリーナ特設会場（神奈川県逗子市小坪5-23-16）にて開催された「MTV ZUSHI FES 14 supported by RIVIERA」に出演。
  - 8月14日、東京・国立代々木競技場第一体育館にて開催された「a-nation island powered by inゼリー Asia Progress 〜from a-nation〜」に出演。
  - 9月13日、台北 南港101文創会館にて開催されたa-nation初の海外公演となるa-nation Taiwanに出演。
  - 10月4日、約9か月振りとなる香港単独公演「w-inds. LIVE TOUR 2014 “Timeless”in Hong Kong」をKowLoon Bay KITEC-Star Hall　（九龍灣國際展貿中心- 匯星）にて開催。
  - 11月23日、台湾にてSUPER GIRLS EXPO最強美少女博覧会に出演。
  - 11月29日、「第8回アジア国際子ども映画祭」に出演。
  - 12月26日～28日、舞浜アンフィシアターにて開催された「RISING福島復興支援コンサート」に出演。橘慶太と緒方龍一が高熱を発生したため医師の診察を受けたところ「インフルエンザA型」と診断され、医師より完治するまでの約1週間を外出禁止という判断が下ったため、w-inds.としての参加、パフォーマンスを取り止め。千葉涼平のみイベントに参加。

- 2015年
  - 1月31日、TOKYO DOME CITY HALLにて開催されたダンスエンタテイメントイベント「WORLD WIDE -DANCE COLLECTION2015-WINTER-」に出演。
  - 2月24日、朴槿惠韓国「大韓民国第18代の朴槿恵（パク・クネ）大統領就任2周年記念統一ワンハート文化祭」に出演。
  - 4月16日、ザ・ベネチアン・マカオ コタイ・アリーナにて開催された「第19回 China Music Award」に出演。「Asian Most Influential Japanese Singer」（アジアで最も影響力のある邦人アーティスト）を受賞。日本人男性アーティストの受賞は初。
  - 6月5日、グアムのパセオ球場特設ステージで行われた「Guam Live International Music Festival」に出演。同出演がアメリカ圏で初の活動となる。
  - 8月1日および2日、「RISING PEACE FES 2015」に出演。
  - 9月2日、フィリピン・レイテ島のドゥラグ町ダカイ小学校校舎完成式典に出席。同校と同町サンラファエル小学校校舎は、2013年11月にフィリピンを襲った台風災害に対して、2014年2月所属事務所主催のチャリティコンサートを行った収益により再建された。式典でw-inds.はミニコンサートを行った。また寄付先であるNGO団体ICANが運営するマニラ市の路上生活児童保護施設も訪問した。
  - 10月18日、「スポーツ・オブ・ハート 2015 応援ライブ」に出演。
  - 11月1日、約1年1か月振りとなる香港単独公演「w-inds. LIVE TOUR 2015"Blue Blood" in Hong Kong」をKowLoon Bay KITEC-Star Hall（九龍灣國際展貿中心- 匯星）にて開催。翌11月2日、在香港日本国総領事館にて松田邦紀総領事より「在外公館長表彰（総領事表彰）」を授与された。
  - 11月28日、「第9回アジア国際子ども映画祭」に出演。

- 2016年
  - 3月13日および14日、デビュー15周年記念ライブを両国国技館にて開催。
  - 3月18日、「第6回香港アジアポップミュージックフェスティバル」に出演。
  - 6月5日、「熊本地震復興支援ライブ」に出演。
  - 9月17日、サガン鳥栖×「知って、肝炎プロジェクト」コラボレーションイベントに出演。
  - 11月5日、約1年振りとなる香港単独公演「w-inds. 15th Anniversary LIVE TOUR 2016 “Forever Memories” in Hong Kong」をKowLoon Bay KITEC-Star Hall （九龍灣國際展貿中心- 匯星）にて開催。
  - 11月26日、「第10回アジア国際子ども映画祭」に出演。

- 2017年
  - 1月27日～2月12日渋谷ロフト、2月18日～3月5日ロフト名古屋、3月11日～3月20日仙台ロフト、3月25日～4月9日天神ロフト、4月15日～5月7日梅田ロフト、「w-inds. 15th Anniversary "Forever Memories"展」を開催。
  - 3月11日、「2017 m.c.A・T祭 "俺フェス"」に出演。
  - 3月14日、東京ドームシティ ラクーアガーデンステージにて「INVISIBLE」発売記念フリーライブを開催。
  - 3月25日、「POPSPRING 2017」に出演。
  - 4月1日、「musicるTV × BREAK OUT presents LOVE BOX 2017」に出演。
  - 7月28日、「スカパー! サマーフェス 2017 powered by FULL CHORUS」"うた""踊る"夏の陣に出演。
  - 9月15日、ZIP-FM 18F ZIPサロンにて「FABULOUS RIDE公開録音 w-inds. SPECIAL TALK LIVE」を開催。
  - 9月30日、「第6回東京拘置所矯正展」に出演。
  - 10月15日、「立教大学ホームカミングデー SPECIAL LIVE」に出演。
  - 11月11日、約1年振りとなる香港単独公演「w-inds. LIVE TOUR 2017 "INVISIBLE" in Hong Kong」をKitec-Star Hall　九龍湾国際展覧中心‐匯星にて開催。
  - 11月25日、「第11回 アジア国際子ども映画祭」に出演。

- 2018年
  - 5月5日および6日、「RISINGPRODUCTION MENS ～5月の風～ 2018」に出演。
  - 6月21日、「TOKUFUKU LIVE Connect! Vol.3」に出演。
  - 7月7日、「w-inds. Fes ADSR 2018 -Attitude Dance Sing Rhythm-」をお台場・ADSR特設会場にて開催。
  - 8月18日、『w-inds. New Album「100」Premium Live from YouTube Space Tokyo』をYouTube Space Tokyoにて開催。
  - 9月9日、「日越友好音楽祭」に出演。
  - 9月14日、「ストップ・オレオレ詐欺47〜家族の絆作戦～」プロジェクトチーム（略称：SOS47）を発足し、都内にある国家公安委員会委員長室に小此木八郎国家公安委員長を表敬訪問した。
  - 9月23日、「DOBERMAN INFINITY Presents D.Island 2018」に出演。
  - 10月04日、「第2回 日・ASEAN音楽祭」に出演。
  - 11月24日、「第12回 アジア国際子ども映画祭」に出演。
  - 12月8日、約1年1か月振りとなる香港単独公演「w-inds. LIVE TOUR 2018 "100" in Hong Kong」をKitec-Star Hall　九龍湾国際展覧中心‐匯星にて開催。

- 2019年
  - 1月31日、イオン熱田店熱田ひろばにて行われた、「ストップ・オレオレ詐欺47プロジェクト～家族の絆～」の特殊詐欺被害防止キャンペーントークショーに出演。
  - 3月6日、都内にて行われた、「ストップ・オレオレ詐欺47プロジェクト～家族の絆～」の特殊詐欺防止啓発動画発表会に出演。
  - 7月20日、青森港新中央埠頭特設会場にて開催された、「a-nation 2019」（青森公演）に出演。
  - 7月23日、都内の外務省飯倉公館で行われた「令和元年度外務大臣表彰授賞式」に、w-inds.を代表して千葉涼平が出席。諸外国との友好親善に貢献した個人・団体の功績を称える令和元年度外務大臣表彰をw-inds.が受章。『音楽を通じた日本とベトナムとの文化交流の促進』という功績が認められ、＜団体の部＞での選出。
  - 8月3日、台北・南港展覽館にて開催された、アジアのスーパーバンドMaydayが主催する台湾・台北最大級の音楽フェス「超犀利趴(SUPER SLIPPA)10」（SUPER STAGE）に出演。
  - 8月19日、パシフィコ横浜 国立大ホール (神奈川県)にて開催された「SOUL POWER ヨコハマ SUMMIT 2019」に出演。
  - 9月1日、グランキューブ大阪 メインホール （大阪府）にて開催された「SOUL POWER なにわ SUMMIT 2019」に出演。
  - 9月4日、活動の幅を広げたいというメンバーの意向から、ｕｓｊとコラボ。オリジナル曲「WAらおうぜ！」を発表。
  - 10月11日、富山市総合体育館にて開催された「公益社団法人日本青年会議所 第68回全国大会富山大会」に警察庁「ストップ・オレオレ詐欺47〜家族の絆作戦～」プロジェクトチーム（略称：SOS47）の特別防犯支援官として出演。特殊詐欺の具体的な手口について紹介し、「皆さんのご家族の絆を深めて、特殊詐欺から身を守って欲しい」と、来場者の1人1人に呼びかけた。
  - 10月20日、豊洲PITにて「w-inds. Fes ADSR 2019 –Attitude Dance Sing Rhythm-」を開催。
  - 10月27日、堂島リバーフォーラム（大阪府）にて開催された「MONSTER HALLOWEEN CARNIVAL2019 powered by ytv CUNE!」に出演。
  - 11月3日、豊崎美らSUNビーチ（沖縄県豊見城市）にて開催された「ドゥシフェス2019」に出演。
  - 11月30日、上海で約8年振りとなる単独公演「w-inds. LIVE TOUR 2019 "Future/Past" in SHANGHAI」を上海国家会展中心虹館EH（Shanghai National Exhibition and Convention Center）にて開催。
  - 12月3日、東京・LUMINE 0ホールにて「『ストップ・オレオレ詐欺47～家族の絆作戦～』プロジェクトチーム決起集会2019」が行われ、警察庁「ストップ・オレオレ詐欺47〜家族の絆作戦～」プロジェクトチーム（略称：SOS47）の特別防犯支援官として出席。
  - 12月6日および7日、兵庫県・南あわじ市（淡路島）にて出演を予定していた「アジア国際子ども映画祭」の前日イベント「南あわじ市再発見の旅～w-inds.とファンの皆さんの世界初へのチャレンジ～」に、契約上の瑕疵があり、関係各所と協議の上、中止。
  - 12月7日、兵庫県・南あわじ市（淡路島）にて開催された「第13回アジア国際子ども映画祭」に出演。

- 2020年
  - 1月5日、台北で約10年2か月振りとなる単独公演「w-inds. LIVE TOUR 2019 "Future/Past" in TAIPEI」を新北市新荘體育館にて開催。
  - 9月25日 ファンクラブ限定生配信開始。ファンのコメントから番組名は「ゆるンズTV」となり、毎月配信されると発表。（2023年8月よりYoutubeに引っ越し。公開生配信（※アーカイブ期間限定）となる。）
  - 12月14日、都内で行われた「ストップ・オレオレ詐欺47～家族の絆作戦～」プロジェクトチーム決起集会2020に出席。

- 2021年
  - 3月14日、デビュー20周年記念でありながら初のオンラインライブとなるw-inds. Online Show『20XX”THE MUSEUM”』を開催。中国のQQ音楽の日本人アーティストによる有料オンラインライブの視聴人数がNo.1となった。
  - 6月5日～11日、第3回日・ASEAN音楽祭に出演。新型コロナの影響を全世界が受けている中、杉 良太郎の呼びかけによりオンラインでの開催となった。文化の力で日本とASEANが平和のために結束することをメッセージとし、世界にエールを送るため各国の人気歌手がミュージックビデオとメッセージ映像を配信した。
  - 12月29日、w-inds. Online Show「20XX”We are”」配信。橘慶太がセルフプロデュースした楽曲のみを使用。踊らずに歌のみで構成された。

- 2022年
  - 6月5日、幕張メッセにて行なわれた「MTV LIVE MATCH 2022」に出演。
  - 7月3日、札幌文化芸術劇場hitaruにて開催された「Da-iCE TWO MAN LIVE TOUR 2022-REVERSi-」に出演。
  - 10月16日、旭川市市政100周年を記念してスタルヒン球場にて開催された野外ダンスフェスティバル「旭川100フェス」に出演。
  - 10月21日～10月23日　台湾・台北市「華山1914文創園区」メインステージで開催された「Special J-POP Fes On Screen 2022」にミュージックビデオとコメントで参加。

- 2023年
  - 5月27日、東京NEW PIER HALLにてFC限定トークイベント「ゆるンズTVオフラインイベント」開催。
  - 7月23日、マカオのザ・ベネチアン・マカオ コタイ・アリーナにて開催された、「第24回 China Music Awards」にて「ASIAN MOST POPULAR GROUP」部門を受賞。中華圏のアワード受賞は30冠目。 CMAでの受賞は8年ぶりとなった
  - 12月23日、香港の国営ラジオ局RTHKが主催する第34回RTHKインターナショナル・ポップ・ポールアワード特別賞を受賞。

- 2024年
  - 7月13日から初期曲のみで構成されたライブツアー、Nostalgiaをスタート。当初は5公演の予定だったが、好評につき、追加公演、再追加公演、再々追加公演、海外公演が決定し、11月23日まで計16公演のロングツアーとなっている。

## メンバー
| 名前                     | 生年月日（年齢）       | 出身地       | 血液型 | メンバーカラー | 担当                                       |
| ------------------------ | ---------------------- | ------------ | ------ | -------------- | ------------------------------------------ |
| 千葉涼平 ちば りょうへい | 1984年11月18日（40歳） | 北海道札幌市 | B型    | 青             | リーダー ボーカル＆ダンス 作詞             |
| 橘慶太 たちばな けいた   | 1985年12月16日（39歳） | 福岡県福岡市 | B型    | 赤             | ボーカル＆ダンス 作詞作曲編曲 プロデュース |

### 旧メンバー
| 名前                       | 生年月日（年齢）       | 出身地       | 血液型 | メンバーカラー | 担当パート               | 備考                        |
| -------------------------- | ---------------------- | ------------ | ------ | -------------- | ------------------------ | --------------------------- |
| 緒方龍一 おがた りゅういち | 1985年12月17日（39歳） | 北海道札幌市 | O型    | 緑             | ダンス＆コーラス・ラップ | 2020年5月31日をもって脱退。 |

## 作品
「順位」は全てオリコン週間ランキング最高位

### シングル
| #  | タイトル                          | 発売日         | 販売形態  | 順位 | 備考 |
| -- | --------------------------------- | -------------- | --------- | ---- | --- |
| 1  | Forever Memories                  | 2001年3月14日  |           | 12位 | c/w「Moon Clock」 「Forever Memories(Za Downtown Street Remix)」 |
| 2  | Feel The Fate                     | 2001年7月4日   |           | 8位  | c/w「will be there 〜恋心」 「Feel The Fate(ZA DOWNTOWN GROOVE-MASTER REMIX)」                                                                                                   |
| 3  | Paradox                           | 2001年10月17日 |           | 3位  | c/w「Somewhere in Time」 「Paradox(ZA DOWNTOWN STREET RUMOR REMIX)」 |
| 4  | try your emotion                  | 2002年2月20日  |           | 2位  | c/w「Graduation」 「try your emotion (MoFO★NARUSE Remix)」 |
| 5  | Another Days                      | 2002年5月22日  |           | 1位  | c/w「Show me your style」 「Another Days(Another side mix)」 |
| 6  | Because of you                    | 2002年8月21日  |           | 1位  | c/w「close to you」 「Because of you〜j'adore party style〜」 |
| 7  | NEW PARADISE                      | 2002年11月13日 | CCCD      | 2位  | c/w「Best of My Love」 「NEW PARADISE(CANDY Future remix)」 |
| 8  | SUPER LOVER〜I need you tonight〜 | 2003年5月21日  | CCCD      | 1位  | c/w「no one else」 |
| 9  | Love is message                   | 2003年8月20日  | CCCD      | 2位  | c/w「Night Flight〜夜間飛行〜」 |
| 10 | Long Road                         | 2003年10月29日 | CCCD      | 1位  | c/w「NEVER MIND」 |
| 11 | Pieces                            | 2004年3月10日  | CCCD      | 2位  | Retro G-Styleの同名同曲のカバー c/w「move your body」 |
| 12 | キレイだ                          | 2004年6月2日   | CCCD      | 4位  | スキマスイッチ提供楽曲 c/w「ふたりがふたりで」 |
| 13 | 四季                              | 2004年10月6日  | CCCD      | 2位  | c/w「永遠の途中」 |
| 14 | 夢の場所へ                        | 2005年1月1日   | CCCD      | 2位  | c/w「Perfect day」Clay Aiken「A Perfect Day」のカバー |
| 15 | 変わりゆく空                      | 2005年3月16日  | CCCD      | 3位  | c/w「いつか、虹の下で」 |
| 16 | 十六夜の月                        | 2005年8月31日  |           | 3位  | c/w「ジレンマ」 |
| 17 | 約束のカケラ                      | 2005年11月23日 |           | 6位  | c/w「デジャヴ」 「Pearl Dance」 |
| 18 | IT'S IN THE STARS                 | 2006年2月22日  | CD/CD+DVD | 6位  | スウェーデンのアーティストLaGaylia Frazierの同名同曲のカバー c/w「Philosophy」 「Special Thanx!」                                                                                |
| 19 | TRIAL                             | 2006年5月24日  |           | 3位  | c/w「Back At One」 「風詩-KAZAUTA-」アメリカのポップ・アイドル・グループO-Town「All or Nothing」のカバー                                                                         |
| 20 | ブギウギ66                        | 2006年9月6日   | CD/CD+DVD | 5位  | c/w「Drive-Me-Crazy」 「If...」 |
| 21 | ハナムケ                          | 2007年1月17日  | CD/CD+DVD | 7位  | スウェーデンのポップス・グループRare「We Only Got Tonight」のカバー c/w「Want ya」スウェーデンのポップ・アイドルDarin Zanyerの同名同曲のカバー 「勿忘草」                        |
| 22 | LOVE IS THE GREATEST THING        | 2007年7月4日   | CD/CD+DVD | 4位  | c/w「SHINING STAR」 「夏祭り」 |
| 23 | Beautiful Life                    | 2007年11月7日  |           | 10位 | c/w「Space Drifter」 「I'm a Man」 |
| 24 | アメあと                          | 2008年4月23日  | CD/CD+DVD | 7位  | c/w「One Love」 「leave me alone」 |
| 25 | Everyday/CAN'T GET BACK           | 2008年11月26日 | CD/CD+DVD | 2位  | c/w「Color」（初回盤A、通常盤） 「YES or NO」（初回盤B、通常盤） |
| 26 | Rain Is Fallin'/HYBRID DREAM      | 2009年5月13日  | CD/CD+DVD | 2位  | 「Rain Is Fallin'」Featuring G-DRAGON(BIGBANG) c/w「Upside Down」（初回盤A、通常盤） 「You are...」（初回盤B、通常盤）                                                           |
| 27 | New World/Truth〜最後の真実〜     | 2009年12月9日  | CD/CD+DVD | 2位  | 「Truth〜最後の真実〜」Ne-Yo提供楽曲 c/w「Fighting For Love」（初回盤A、通常盤） 「Tribute」（初回盤B、通常盤） 「New World(Radio Mix)」（通常盤）                               |
| 28 | Addicted to love                  | 2010年6月23日  | CD/CD+DVD | 3位  | Damon Sharpe提供楽曲 Velvet AngelsがRap・コーラスで参加 c/w「Love or Leave」（全盤共通） 「Now You're Gone」橘慶太共作曲楽曲（通常盤A） 「Rain」（通常盤B）                      |
| 29 | Be As One/Let's get it on         | 2011年1月26日  | CD/CD+DVD | 4位  | c/w「Noise」」橘慶太共作曲楽曲（初回盤A、通常盤） 「To My Fans」（初回盤B、通常盤）                                                                                              |
| 30 | You & I                           | 2011年8月17日  | CD/CD+DVD | 9位  | c/w「Chillin' in the Daydream」（全盤共通） 「Humanizer」（初回盤A） 「I vs. I」（初回盤B）                                                                                      |
| 31 | FLY HIGH                          | 2012年2月22日  | CD/CD+DVD | 5位  | c/w「Put your hands up!!!」（初回盤A） 「Zirconia〜ジルコニア〜」（初回盤B） 「LIVE AT YOKOHAMA ARENA(w-inds. DANCE MEDLEY〜FLY HIGH)」（初回盤C） 「More than words」（通常盤） |
| 32 | A Little Bit                      | 2013年10月30日 | CD/CD+DVD | 4位  | c/w「Rock Your Body」（初回盤A） 「Tell Me What You're Waiting For」（初回盤B） 「We'll Be Alright」（通常盤）                                                                   |
| 33 | 夢で逢えるのに〜Sometimes I Cry〜 | 2014年6月11日  | CD/CD+DVD | 7位  | Eric Benét「Sometimes I Cry」日本語カバー c/w「Turned Up」（初回盤A） 「Together Now」（初回盤B） 「Say so long」（通常盤）                                                      |
| 34 | FANTASY                           | 2015年1月21日  | CD/CD+DVD | 4位  | c/w「Million Dollar Girl」（初回盤A） 「Frozen in my heart」（初回盤B） 「Sweetest love」（通常盤）                                                                              |
| 35 | In Love With The Music            | 2015年6月10日  | CD/CD+DVD | 6位  | c/w「HEADS UP」（初回盤A） 「Ring Off The Hook」（初回盤B） 「Sail away」（通常盤）                                                                                              |
| 36 | Boom Word Up                      | 2016年5月3日   | CD/CD+DVD | 3位  | c/w「Smile Smile Smile」（初回盤A） 「ヒマワリ」（初回盤B） 「FUNTIME」（通常盤）                                                                                                |
| 37 | Backstage                         | 2016年8月31日  | CD/CD+DVD | 5位  | c/w 「Treasure」（初回盤A） 「Drop Drop」（初回盤B） 「No matter where you are」（通常盤）                                                                                       |
| 38 | We Don't Need To Talk Anymore     | 2017年1月11日  | CD/CD+DVD | 4位  | 橘慶太セルフプロデュース c/w「Again」（全盤共通） |
| 39 | Time Has Gone                     | 2017年9月27日  | CD/CD+DVD | 4位  | 橘慶太セルフプロデュース c/w「This Love」（全盤共通） 「A Trip In My Hard Days」（初回盤B）                                                                                      |
| 40 | Dirty Talk                        | 2018年3月14日  | CD/CD+DVD | 10位 | 橘慶太セルフプロデュース c/w「If I said I loved you」（全盤共通） |
| 41 | Get Down                          | 2019年7月31日  | CD/CD+DVD | 16位 | 橘慶太セルフプロデュース c/w「Take It Slow」（初回盤、通常盤） 「Femme Fatale」（通常盤）                                                                                        |
| 42 | DoU                               | 2020年1月22日  | CD/CD+DVD | 25位 | 橘慶太セルフプロデュース c/w「CANDY」（初回盤、通常盤） 「We Don't Need To Talk Anymore Remix feat.SKY-HI」（通常盤）                                                            |

### リミックス・シングル
| # | タイトル               | 発売日        | 順位 | 備考 |
| - | ---------------------- | ------------- | ---- | --- |
| 1 | w-inds.Single Mega-Mix | 2007年3月21日 | 13位 | デビュー・シングルから21stシングルまでのリミックスしたサビ部分及びその前後をノンストップで繋げたリミックスシングル ボーナストラックとして2005年のLIVE TOURagehaの大阪公演のみで披露された「Fire Flower」を収録 CD/CD+DVD |

### アルバム
| #  | タイトル                       | 発売日         | 販売形態         | 順位 |
| -- | ------------------------------ | -------------- | ---------------- | ---- |
| 1  | w-inds.〜1st message〜         | 2001年12月19日 |                  | 1位  |
| 2  | w-inds.〜THE SYSTEM OF ALIVE〜 | 2002年12月18日 | CCCD             | 3位  |
| 3  | w-inds.〜PRIME OF LIFE〜       | 2003年12月17日 | CCCD             | 5位  |
| 4  | ageha                          | 2005年6月1日   | CD/CD+DVD        | 1位  |
| 5  | THANKS                         | 2006年3月15日  |                  | 4位  |
| 6  | Journey                        | 2007年3月7日   | CD/CD+DVD        | 8位  |
| 7  | Seventh Ave.                   | 2008年7月2日   | CD/CD+DVD        | 10位 |
| 8  | Another World                  | 2010年3月10日  | CD/CD+DVD        | 7位  |
| 9  | MOVE LIKE THIS                 | 2012年7月4日   | CD/CD+DVD        | 4位  |
| 10 | Timeless                       | 2014年7月9日   | CD/CD+DVD        | 8位  |
| 11 | Blue Blood                     | 2015年7月8日   | CD/CD+DVD        | 11位 |
| 12 | INVISIBLE                      | 2017年3月15日  | CD/CD+DVD/2CD+BD | 4位  |
| 13 | 100                            | 2018年7月4日   | CD/CD+BD         | 11位 |
| 14 | 20XX “We are”                  | 2021年11月24日 | CD/CD+DVD/CD+BD  | 18位 |
| 15 | Beyond                         | 2023年3月14日  | CD/CD+DVD/CD+BD  | 17位 |
| 16 | winderlust                     | 2025年3月26日  | CD/CD+DVD/CD+BD  | 位   |

### ベスト・アルバム
| # | タイトル                                                    | 発売日        | 販売形態    | 順位 |
| - | ----------------------------------------------------------- | ------------- | ----------- | ---- |
| 1 | w-inds.〜bestracks〜                                        | 2004年7月14日 | CCCD        | 2位  |
| 2 | w-inds.Single Collection ”BEST ELEVEN”                      | 2008年1月1日  | CD/CD+DVD   | 19位 |
| 3 | w-inds. 10th Anniversary Best Album -We dance for everyone- | 2011年6月22日 | 2CD/2CD+DVD | 9位  |
| 4 | w-inds. 10th Anniversary Best Album -We sing for you-       | 2011年6月22日 | 2CD/2CD+DVD | 10位 |
| 5 | w-inds. Best Album『20XX “THE BEST”』                       | 2021年3月14日 | 3CD/4CD+DVD | 10位 |

### インストゥルメンタル・アルバム
| # | タイトル                     | 発売日        | 販売形態 | 順位 | 備考 |
| - | ---------------------------- | ------------- | -------- | ---- | --- |
| 1 | 20XX “THE BEST” INSTRUMENTAL | 2021年3月14日 | 配信 CD  | -位  | 「w-inds. Best Album『20XX “THE BEST”』」収録の全47曲のインストを収録した、w-inds.初のインストアルバム。 「20XX “We are”」のポニーキャニオン特設販売サイト限定で完全受注生産となったSpecial Box盤にCD付属。 |

### 配信
| #  | タイトル                               | 配信日         | 備考 |
| -- | -------------------------------------- | -------------- | --- |
| 1  | Message                                | 2009年11月18日 | 2009年11月18日より、着うた、着うたフルでの配信限定となったスペシャルソング アジア国際子ども映画祭テーマソング 俳優・杉良太郎提供楽曲 |
| 2  | Make you mine ～Trident Rap Edition    | 2014年9月11日  | 2014年9月11日より、レコチョク、iTunesなどの各種楽曲配信サイトで配信限定となった楽曲 10th Album Timelessのリード楽曲である「Make you mine」のラップを加えたバージョン iTunesでは特典として、歌詞つき・スペシャルデジタルブックレットがダウンロード出来る。 |
| 3  | Time Has Gone (Future Pop Remix)       | 2017年9月27日  | 2017年9月27日より、レコチョク、iTunesなどの各種楽曲配信サイトで配信限定となった初の配信限定リミックス楽曲 39th Singleである「Time Has Gone」のリミックス楽曲で、「Time Has Gone」9/27発売に合わせ、同日より配信。 橘慶太自身がリミックスを手掛け、Spotifyバイラルトップ50 日本・台湾にて1位を獲得した。 |
| ４ | w-inds. LIVE TOUR 2017 "INVISIBLE"     | 2017年11月29日 | 2017年11月29日より、レコチョク、iTunesなどの各種楽曲配信サイトで配信限定となった初のライブ音源。 DVD/Blu-ray「w-inds. LIVE TOUR 2017 "INVISIBLE"」11/29発売に合わせ、同日より同ライブ音源の全世界配信。 橘慶太が初のライブ音源トラックダウンにも挑戦した。 ＜収録内容＞※2017.9.27 at 日本武道館公演 1. Come Back to Bed 2. Backstage 3. Complicated 4. No matter where you are 5. TABOO 6. CAMOUFLAGE 7. wind wind blow 8. We Don’t Need To Talk Anymore 9. Separate Way 10. In your warmth 11. A Trip In My Hard Days 12. ORIGINAL LOVE 13. Boom Word Up 14. Players 15. Drop Drop 16. Time Has Gone 17. Let’s get it on (Reflection Remix by DMD) 18. Superstar (Reflection Remix by DMD) 19. SAY YES (Reflection Remix by DMD) 20. New World (Reflection Remix by DMD) 21. FANTASY 22. In Love With The Music 23. Feel The Fate |
| 5  | Beautiful Now                          | 2020年12月2日  | 2020年12月2日より、レコチョク、iTunesなどの各種楽曲配信サイトで配信となったデジタルシングル楽曲。 新体制になって初めての新曲である。同曲は、千葉涼平と橘慶太の2人で作詞を行い、橘慶太が作曲を担当。 「w-inds. Best Album『20XX “THE BEST”』」、「20XX “We are”」に収録。 |
| 6  | 20XX “THE BEST” INSTRUMENTAL           | 2021年3月14日  | 2021年3月14日より、レコチョク、iTunesなどの各種楽曲配信サイトで配信限定となったw-inds.初のインストゥルメンタル・アルバム。 「20XX “We are”」のポニーキャニオン特設販売サイト限定で完全受注生産となったSpecial Box盤にCD付属。 ＜収録内容＞ 01. Forever Memories 02. Feel The Fate 03. Paradox 04. try your emotion 05. Another Days 06. Because of you 07. NEW PARADISE 08. SUPER LOVER〜I need you tonight〜 09. Love is message 10. Long Road 11. Pieces 12. キレイだ 13. 四季 14. 夢の場所へ 15. 変わりゆく空 16. 十六夜の月 17. 約束のカケラ 18. IT'S IN THE STARS 19. TRIAL 20. ブギウギ66 21. ハナムケ 22. LOVE IS THE GREATEST THING 23. Beautiful Life 24. アメあと 25. Everyday 26. CAN'T GET BACK 27. Rain Is Fallin' 28. HYBRID DREAM 29. New World 30. Truth〜最後の真実〜 31. Addicted to love 32. Be As One 33. Let's get it on 34. You & I 35. FLY HIGH 36. A Little Bit 37. 夢で逢えるのに〜Sometimes I cry〜 38. FANTASY 39. In Love With The Music 40. Boom Word Up 41. Backstage 42. We Don’t Need To Talk Anymore 43. Time Has Gone 44. Dirty Talk 45. Get Down 46. DoU 47. Beautiful Now |
| 7  | Strip                                  | 2021年9月24日  | 配信シングル。Album【20XX “We are”】先行シングル。 |
| 8  | Little                                 | 2021年10月22日 | 配信シングル。Album【20XX “We are”】先行シングル。 |
| 9  | The Christmas Song feat.DA PUMP & Lead | 2021年11月19日 | 配信シングル。 |
| 10 | Bang! Bang! feat. CrazyBoy             | 2022年12月28日 | 配信シングル。 |
| 11 | Run                                    | 2023年9月22日  | 配信シングル。 |
| 12 | FAKE IT                                | 2024年2月14日  | 配信シングル。 |
| 13 | Imagination                            | 2024年5月1日   | 配信シングル。 |

### 映像作品
| #  | タイトル                                                   | 種類         | 発売日                          | 形態         | 順位      | 備考                         |
| -- | ---------------------------------------------------------- | ------------ | ------------------------------- | ------------ | --------- | ---------------------------- |
| 1  | PRIVATE of w-inds.                                         | DOCUMENT     | 2002年2月6日                    | VHS/DVD      | 3位       |                              |
| 2  | WORKS vol.1                                                | CLIPS        | 2002年3月20日                   | VHS/DVD      | 5位       |                              |
| 3  | w-inds.1st Live Tour “1st message”                         | LIVE         | 2002年10月17日、 2013年3月20日  | VHS/DVD、 BD | 5位       |                              |
| 4  | WORKS vol.2                                                | CLIPS        | 2003年4月23日                   | VHS/DVD      | 7位       |                              |
| 5  | w-inds."THE SYSTEM OF ALIVE" Tour 2003                     | LIVE         | 2003年11月6日、 2013年3月20日   | VHS/DVD、 BD | 8位       |                              |
| 6  | WORKS vol.3                                                | CLIPS        | 2004年4月21日                   | VHS/DVD      | 3位       |                              |
| 7  | w-inds."PRIME OF LIFE" Tour 2004                           | LIVE         | 2004年12月15日、 2013年3月20日  | VHS/DVD、 BD | 6位       |                              |
| 8  | w-inds.tv                                                  | DOCUMENT     | 2005年2月16日                   | VHS/DVD      | 3位       |                              |
| 9  | w-inds.SPRING SPECIAL LIVE                                 | LIVE         | 2005年-月-日                    | DVD          | - 位      | ファンクラブ限定発売         |
| 10 | WORKS vol.4                                                | CLIPS        | 2005年7月20日                   | DVD          | 6位       |                              |
| 11 | w-inds. Live Tour 2005 "ageha"                             | LIVE         | 2005年12月14日、 2013年7月3日   | DVD、 BD     | 8位       |                              |
| 12 | WORKS vol.5                                                | CLIPS        | 2006年9月20日                   | DVD          | 7位       |                              |
| 13 | w-inds. Live Tour 2006 ～THANKS～                          | LIVE         | 2006年12月20日、 2013年7月3日   | DVD、 BD     | 17位      |                              |
| 14 | WORKS vol.6                                                | CLIPS        | 2007年9月5日                    | DVD          | 5位       |                              |
| 15 | w-inds. Live Tour 2007 ～Journey～                         | LIVE         | 2007年12月19日、 2013年7月3日   | DVD、 BD     | 12位      |                              |
| 16 | w-inds. LIVE TOUR 2008 "Seventh Ave."                      | LIVE         | 2008年12月17日、 2013年9月18日  | DVD、 BD     | 6位       |                              |
| 17 | WORKS BEST                                                 | CLIPS        | 2009年3月4日                    | DVD          | 11位      |                              |
| 18 | w-inds. LIVE TOUR 2009 "SWEET FANTASY"                     | LIVE         | 2010年2月10日、 2013年9月18日   | DVD、 BD     | 2位       |                              |
| 19 | w-inds.M Returns DX                                        | TV PROGRAM   | 2010年8月4日                    | DVD          | 14位      |                              |
| 20 | w-inds. FAN CLUB LIVE TOUR 2010 "THE GOLDEN"               | LIVE         | 2010年10月28日                  | DVD          | - 位      | ファンクラブ限定発売         |
| 21 | w-inds. Live Tour 2010 "Another World"                     | LIVE         | 2010年12月22日、 2013年9月18日  | DVD、 BD     | 13位      |                              |
| 22 | w-inds. 10th Anniversary 314 [Three Fourteen]              | HISTORY/LIVE | 2011年3月11日、 2013年12月18日  | DVD、 BD     | 7位       | DVD BOX 10,000セット限定発売 |
| 23 | w-inds. 10th Anniversary -Three Fourteen- at 日本武道館    | LIVE         | 2011年10月19日、 2013年12月18日 | DVD、 BD     | 7位       |                              |
| 24 | w-inds. BEST LIVE TOUR 2011 FINAL at 日本武道館            | LIVE         | 2012年3月14日、 2013年12月18日  | DVD、 BD     | 4位       |                              |
| 25 | w-inds. LIVE TOUR 2012 "MOVE LIKE THIS"                    | LIVE         | 2012年12月19日                  | DVD/BD       | 16位      |                              |
| 26 | w-inds. LIVE TOUR "AWAKE" at 日本武道館                    | LIVE         | 2014年3月19日                   | DVD/BD       | 34位/22位 |                              |
| 27 | w-inds. LIVE TOUR 2014 “Timeless”                          | LIVE         | 2014年12月17日                  | DVD/BD       | 13位/35位 |                              |
| 28 | WORKS vol.7                                                | CLIPS        | 2015年3月18日                   | DVD          | 28位/79位 |                              |
| 29 | w-inds. FAN CLUB LIVE TOUR 2015～MATASETANA!!～            | LIVE         | 2015年06月--日                  | DVD          | - 位      | ファンクラブ限定発売         |
| 30 | w-inds. LIVE TOUR 2015 "Blue Blood"                        | LIVE         | 2015年12月23日                  | DVD/BD       | 11位/58位 |                              |
| 31 | w-inds. 15th Anniversary Live                              | LIVE         | 2016年7月13日                   | DVD/BD       | 4位/14位  |                              |
| 32 | w-inds. 15th Anniversary LIVE TOUR 2016 “Forever Memories” | LIVE         | 2016年12月28日                  | DVD/BD       | 8位/29位  |                              |
| 33 | w-inds. FAN CLUB LIVE TOUR 2016-2017 ～B-side～            | LIVE         | 2017年03月--日                  | DVD          | - 位      | ファンクラブ限定発売         |
| 34 | w-inds. LIVE TOUR 2017 "INVISIBLE"                         | LIVE         | 2017年11月29日                  | DVD/BD       | 7位/34位  |                              |
| 35 | w-inds. FAN CLUB LIVE TOUR 2018 ～ESCORT～                 | LIVE         | 2018年07月--日                  | DVD          | - 位      | ファンクラブ限定発売         |
| 36 | w-inds. LIVE TOUR 2018 "100"                               | LIVE         | 2018年12月12日                  | DVD/BD       | 7位/25位  |                              |
| 37 | w-inds. LIVE TOUR 2019 "Future/Past"                       | LIVE         | 2020年1月22日                   | DVD/BD       | 7位/22位  |                              |
| 38 | w-inds. Online Show『20XX”THE MUSEUM”』                    | LIVE         | 2021年6月--日                   | DVD/BD       | -位       | ファンクラブ限定販売         |
| 39 | WORKS BEST 2                                               | CLIPS        | 2021年7月21日                   | DVD/BD       | 10位/17位 |                              |
| 40 | w-inds. Online Show『20XX”We are”』                        | LIVE         | 2022年4月--日                   | DVD/BD       | -位       | ファンクラブ限定販売         |
| 41 | w-inds. LIVE TOUR 2022 "We are"                            | LIVE         | 2023年3月1日                    | DVD/BD       | 14位      |                              |
| 42 | w-inds. FAN CLUB LIVE TOUR 2023 ～Bring back memories～    | LIVE         | 2023年5月--日                   | DVD/BD       | -位       | ファンクラブ限定販売         |
| 43 | w-inds. LIVE TOUR 2023 "Beyond"                            | LIVE         | 2024年2月28日                   | DVD/BD       | 6位       |                              |
| 44 | w-inds. FAN CLUB LIVE TOUR 2024 ～M,M,S～                  | LIVE         | 2024年8月--日                   | DVD/BD       | -位       | ファンクラブ限定販売         |

### 参加作品
| タイトル                                           | 名義                                     | 発売日         | 収録作品                                        | 備考                                     |
| -------------------------------------------------- | ---------------------------------------- | -------------- | ----------------------------------------------- | ---------------------------------------- |
| World needs love                                   | Earth Harmony (w-inds., Folder5 & FLAME) | 2002年8月7日   | 「World needs love」                            | 企画シングル                             |
| World needs love (hyper fantasista mix)            | Earth Harmony (w-inds., Folder5 & FLAME) | 2002年8月7日   | 「World needs love」                            | 企画シングル                             |
| I'll be there                                      | w-inds.                                  | 2002年8月7日   | 「World needs love」                            | 企画シングル                             |
| NEW PARADISE 〜 DJ TATSUTA CASSETTE VISION's REMIX | w-inds. × DJ TATSUTA                     | 2003年3月19日  | 『buddies』                                     | リミックス・アルバム                     |
| Paradox 〜 TinyVoice, Production REMIX             | w-inds. × Ryosuke Imai                   | 2003年3月19日  | 『buddies』                                     | リミックス・アルバム                     |
| Forever Memories 〜 Sweet Memories REMIX           | w-inds. × DJ CELORY                      | 2003年3月19日  | 『buddies』                                     | リミックス・アルバム                     |
| Another Days 〜 The Real Vibe Remix                | w-inds. × Shinichiro Murayama            | 2003年3月19日  | 『buddies』                                     | リミックス・アルバム                     |
| buddies Mega Mix 〜 TinyVoice, Production REMIX    | w-inds., FLAME & Lead × Ryosuke Imai     | 2003年3月19日  | 『buddies』                                     | リミックス・アルバム                     |
| Storytelling                                       | w-inds.                                  | 2007年11月21日 | 『CHRISTMAS HARMONY ～VISION FACTORY presents』 | コンピレーション・アルバム               |
| FREEDOM SKY                                        | w-inds.                                  | 2007年11月21日 | 『CHRISTMAS HARMONY ～VISION FACTORY presents』 | コンピレーション・アルバム               |
| New World                                          | DJ KOMORI/w-inds.                        | 2010年6月23日  | 『WHAT'S R&B? 2010』                            | リミックス・アルバム                     |
| Stepping on the fire (feat. w-inds.)               | RADIO FISH                               | 2018年6月6日   | 『RADIO FISH 2017-2018 TOUR "Phalanx"』         | ライブビデオ付属CD                       |
| Let’s get it on                                    | w-inds.                                  | 2019年12月25日 | 『Heartbeat(ハートビート)』                     | ノンストップ・コンピレーション・アルバム |
| Long Road                                          | w-inds.                                  | 2019年12月25日 | 『Heartbeat(ハートビート)』                     | ノンストップ・コンピレーション・アルバム |
| TRIAL                                              | w-inds.                                  | 2020年11月4日  | 『Heartbeat～一緒に感じたい幸せの鼓動～』       | ノンストップ・コンピレーション・アルバム |
| Another Days                                       | w-inds.                                  | 2020年11月4日  | 『Heartbeat～一緒に感じたい幸せの鼓動～』       | ノンストップ・コンピレーション・アルバム |
| 四季                                               | w-inds.                                  | 2020年11月4日  | 『Heartbeat～一緒に感じたい幸せの鼓動～』       | ノンストップ・コンピレーション・アルバム |

## タイアップ
| タイトル                           | タイアップ | 初出収録作品                          |
| ---------------------------------- | --- | ------------------------------------- |
| Feel The Fate                      | 日本テレビ系『とりあえずイイ感じ。』エンディングテーマ 日本テレビ系『shinD六本木野獣会』エンディングテーマ                                                                   | 「Feel The Fate」                     |
| Paradox                            | 日本テレビ系『FUN』FUN'S RECOMMEND#019 映画『Star Light』主題歌 | 「Paradox」                           |
| try your emotion                   | 日本テレビ系『ソルトレーク冬季オリンピック』イメージソング （『スポーツうるぐす』『SPORTS MAX』はテーマソング扱い）                                                          | 「try your emotion」                  |
| Another Days                       | ファミリーマート『M/F/C』CMソング | 「Another Days」                      |
| SUPER LOVER 〜I need you tonight〜 | 日本テレビ系『あんグラ☆NOW!』2003年5月度エンディングテーマ | 「SUPER LOVER〜I need you tonight〜」 |
| Love is message                    | ブルボン『MINTREX』CMソング | 「Love is message」                   |
| Long Road                          | 日本テレビ系『あんグラ☆NOW!』2003年11月度エンディングテーマ | 「Long Road」                         |
| Pieces                             | ブルボン『フルーツガム』CMソング | 「Pieces」                            |
| キレイだ                           | ブルボン『フルーツガム』CMソング | 「キレイだ」                          |
| 四季                               | ブルボン『ブルボンガム』CMソング | 「四季」                              |
| 夢の場所へ                         | 日本テレビ系『第83回全国高等学校サッカー選手権大会』イメージソング | 「夢の場所へ」                        |
| 変わりゆく空                       | ブルボン『ブルボンガム』CMソング | 「変わりゆく空」                      |
| 夏空の恋の詩                       | ブルボン『ブルボンガム』CMソング | 『ageha』                             |
| 十六夜の月                         | 日本テレビ系『音楽戦士 MUSIC FIGHTER』2005年9月度オープニングテーマ | 「十六夜の月」                        |
| 約束のカケラ                       | ブルボン『ブルボンガム』CMソング 日本テレビ系『クイズ発見バラエティー イッテQ!』2005年12月度エンディングテーマ                                                               | 「約束のカケラ」                      |
| IT'S IN THE STARS                  | ブルボン『はなのどガム』CMソング 日本テレビ系『落下女』2006年2月度エンディングテーマ                                                                                         | 「IT'S IN THE STARS」                 |
| TRIAL                              | FIFA、JFA公認映画『GOAL!』日本語吹替え版テーマソング | 「TRIAL」                             |
| ブギウギ66                         | dwango.jp CMソング 日本テレビ系『スポんちゅ』2006年9月度テーマソング | 「ブギウギ66」                        |
| ハナムケ                           | ブルボン『ビタミンCガム』『はなのどガム』CMソング | 「ハナムケ」                          |
| LOVE IS THE GREATEST THING         | 映画『シュレック3』日本語吹き替え版イメージソング music.jp独占先行配信（TV-SPOT投下）                                                                                        | 「LOVE IS THE GREATEST THING」        |
| SHINING STAR                       | 北海商科大学CFソング | 「LOVE IS THE GREATEST THING」        |
| Beautiful Life                     | ABC・テレビ朝日系ドラマ『オトコの子育て』主題歌 | 「Beautiful Life」                    |
| アメあと                           | テレビ東京系アニメ『家庭教師ヒットマンREBORN!』第8期エンディングテーマ | 「アメあと」                          |
| Everyday                           | 日本テレビ系『THE・サンデー NEXT』2009年11月度エンディングテーマ music.jp独占先行配信（TV-SPOT投下）                                                                         | 「Everyday/CAN'T GET BACK」           |
| CAN'T GET BACK                     | 日本テレビ系『スーパーチャンプル』2008年11月度エンディングテーマ | 「Everyday/CAN'T GET BACK」           |
| Rain Is Fallin'                    | 日本テレビ系『江川×堀尾のSUPERうるぐす』2009年4、5月度テーマソング | 「Rain Is Fallin'/HYBRID DREAM」      |
| HYBRID DREAM                       | 中京テレビ・日本テレビ系『カウントダウン・ドキュメント 秒ヨミ!』2009年5月度エンディングテーマ                                                                                | 「Rain Is Fallin'/HYBRID DREAM」      |
| Message                            | アジア国際子ども映画祭テーマソング | 配信                                  |
| New World                          | 日本テレビ系『ドクター・ハウス シーズン2』エンディングテーマ | 「New World/Truth〜最後の真実〜」     |
| Truth〜最後の真実〜                | TBS系テレビ『あらびき団』2009年12、1月度エンディングテーマ | 「New World/Truth〜最後の真実〜」     |
| Addicted to love                   | NHK土曜時代劇『まっつぐ〜鎌倉河岸捕物控〜』主題歌 | 「Addicted to love」                  |
| Be As One                          | テレビ東京系アニメ『FAIRY TAIL』エンディングテーマ | 「Be As One/Let's get it on」         |
| Let's get it on                    | 日本テレビ系『スッキリ!!』2011年1月度エンディングテーマ | 「Be As One/Let's get it on」         |
| You & I                            | TBS系『有田とマツコと男と女』2011年8,9月度エンディングテーマ | 「You & I」                           |
| FLY HIGH                           | 日本テレビ系『ハッピーMusic』2012年2月度オープニングテーマ 日本テレビ系『ゲーマーズTV 夜遊び三姉妹』2月度エンディングテーマ                                                  | 「FLY HIGH」                          |
| 夢で逢えるに〜Sometimes I Cry〜    | 日本テレビ系「ミュージックドラゴン」2014年6月度エンディングテーマ 日本テレビ「それゆけ！ゲームパンサー！」2014年6月度エンディングテーマ                                      | 「夢で逢えるのに〜Sometimes I Cry〜」 |
| Make you mine                      | CanCam2014年8月号TV-CM TBS系「有田のヤラシイ・・・」2014年7月・8月度EDテーマ 日本テレビ系「ミュージックドラゴン」2014年6月度エンディングテーマ MTV VMAJ 2014 メーン ステージ | 「Timeless」                          |
| Boom Word Up                       | 日本テレビ系『スッキリ!!』2016年4月度エンディングテーマ | 「Boom Word Up」                      |
| Backstage                          | TBS系「ひるおび！」2016年9月度エンディングテーマ | 「Backstage」                         |
| We Don't Need To Talk Anymore      | 日本テレビ系「バズリズム」2017年1月度オープニングテーマ | 「We Don't Need To Talk Anymore」     |
| Time Has Gone                      | TBS系『CDTV』2017年8-9月度オープニングテーマ | 「Time Has Gone」                     |
| Dirty Talk                         | 日本テレビ系『スッキリ!!』2018年3月度エンディングテーマ | 「Dirty Talk」                        |
| Get Down                           | 日本テレビ系『スーパーサッカー』2019年8・9月度エンディングテーマ | 「Get Down」                          |
| DoU                                | TBS系テレビ『ひるおび！』1月度エンディングテーマ | 「DoU」                               |
| Beautiful Now                      | THE FIRST 3次審査グループ課題曲 | 「Beautiful Now」                     |

## ツアー

### Online Show
| 公演年 | タイトル                                | 配信日   |
| ------ | --------------------------------------- | -------- |
| 2021年 | w-inds. Online Show「20XX”THE MUSEUM”」 | 3月14日  |
| 2021年 | w-inds. Online Show 「20XX”We are”」    | 12月29日 |

## 出演
ソロでの活動は各個人の項目を参照。

### 音楽番組

#### TBS 日本有線大賞
| # | 年度（放送回）   | タイトル   | 受賞名     |
| - | ---------------- | ---------- | ---------- |
| 1 | 2001年（第34回） | Paradox    | 新人賞     |
| 2 | 2004年（第37回） | 四季       | 有線音楽賞 |
| 3 | 2006年（第39回） | ブギウギ66 | 有線音楽賞 |

#### TBS 日本レコード大賞
| # | 年度（放送回）   | タイトル                   | 受賞名                                         |
| - | ---------------- | -------------------------- | ---------------------------------------------- |
| 1 | 2001年（第43回） | Paradox                    | 新人賞（最優秀新人賞ノミネート）、最優秀新人賞 |
| 2 | 2002年（第44回） | Because of you             | 金賞（大賞ノミネート作品）                     |
| 3 | 2003年（第45回） | Long Road                  | 金賞（大賞ノミネート作品）                     |
| 4 | 2005年（第47回） | 十六夜の月                 | 金賞（大賞ノミネート作品）                     |
| 5 | 2006年（第48回） | ブギウギ66                 | 金賞（大賞ノミネート作品）                     |
| 6 | 2007年（第49回） | LOVE IS THE GREATEST THING | 金賞（大賞、最優秀歌唱賞ノミネート作品）       |
| 7 | 2008年（第50回） | アメあと                   | 優秀作品賞（大賞ノミネート作品）               |
| 8 | 2009年（第51回） | Rain Is Fallin'            | 優秀作品賞（大賞ノミネート作品）               |
| 9 | 2010年（第52回） | New World                  | 優秀作品賞（大賞ノミネート作品）               |

#### NHK紅白歌合戦出場歴
| # | 年度（放送回）   | タイトル       | 出演順 | 対戦相手          |
| - | ---------------- | -------------- | ------ | ----------------- |
| 1 | 2002年（第53回） | NEW PARADISE   | 1 / 27 | 藤本美貴          |
| 2 | 2003年（第54回） | Long Road      | 1 / 30 | BoA               |
| 3 | 2004年（第55回） | 四季           | 2 / 28 | モーニング娘。・W |
| 4 | 2005年（第56回） | 十六夜の月     | 3 / 29 | 水森かおり        |
| 5 | 2006年（第57回） | ブギウギ66     | 1 / 27 | mihimaru GT       |
| 6 | 2007年（第58回） | Beautiful Life | 3 / 27 | 中村美律子        |

### 映画
- Star Light （2002年5月15日公開） - 本人 役
- ナースのお仕事ザ・ムービー （2002年12月18日公開、東宝） - 沖田の教え子（シュンスケ、ヒデ、シンジ） 役

### ラジオ
- w-inds. Jamping Street （2001年4月6日 - 同年終了、東北放送）
- w-inds.のウィンディストリート（2001年10月8日 - 2008年10月5日、ニッポン放送）
- w-inds.のオールナイトニッポン（2003年12月26日 - 、ニッポン放送） - 不定期

### CM
- ファミリーマート 『M / F / C ダブルマスカラ』 （2002年）
- ブルボン 『ブルボンガムシリーズ』 （2003年7月 - 2007年1月）
- ドワンゴ 『イロメロミックス マナー着信音』 （2005年） - Leadとの共演
- 警察庁 『【第一弾】第2編 「『電話に工夫』で詐欺ブロック!」編 SOS47 ～家族の絆で STOP!オレオレ詐欺～』 （2019年）
- 警察庁 『【第一弾】第3編 「『電話を切る』で詐欺ブロック!」編 SOS47 ～家族の絆で STOP!オレオレ詐欺～』 （2019年）
- 警察庁 『【第二弾】第3編 「この人たちは詐欺師です。」』 （2019年）

### インターネット
- ドワンゴ パケットラジオ 『w-inds.のパケラジドリーム』 （2005年 - 2006年12月25日／全96回）
- GyaO w-inds.デビュー6周年特別企画番組『w-inds.road』（2007年3月14日 - 5月7日）
- GyaO『音楽番組を板尾創路』（2008年1月9日 - 1月16日,2008年4月23日 - 5月22日）
- 携帯デコレーションメールサイト「デコガール」にてW-inds.デコメ配信。（2008年3月）
- ニコニコ生放送※リリース、周年記念時（不定期）（2013年-2019年)

### レギュラー番組
- 大阪発元気ダッシュ!DOYAH(2001年11月-2003年9月)
- w-inds.M(2008年1月9日-2008年12月23日)

## 書籍

### 写真集
- w-inds. （2001年9月30日発売、ドリームワークス出版） ISBN 4886182704
- w-inds.move! （2002年1月18日発売、主婦と生活社） ISBN 4391125862
- w-inds. THE STAGE! （2002年9月20日、主婦と生活社） ISBN 4391126796
- w-inds.Keita （2002年11月1日発売、主婦と生活社） ISBN 4391126990
- w-inds.Ryohei （2002年11月22日発売、主婦と生活社） ISBN 4391127008
- w-inds.Ryuichi - 1st personal photobook （2002年12月6日発売、主婦と生活社） ISBN 4391127016
- w-inds. Meets JUNON （2003年9月13日発売、主婦と生活社） ISBN 4391128527
- w-inds. Tour（2004年10月8日発売、主婦と生活社） ISBN 4391129973
- w-inds. Live Tour ageha The Document （2005年10月28日発売、主婦と生活社） ISBN 4391129973
- w-inds.vacanza （2006年8月6日発売、主婦と生活社） ISBN 4391132966
- ▲Triangle 〜w-inds.meets JUNON 2〜 （2007年10月26日発売、主婦と生活社） ISBN 4391134829
- THANKS & MEMORIES / w-inds.（2011年7月7日、ソニー・マガジンズ）ISBN 4789734889
- w-inds.ALL OFF SHOT!!!（2011年11月14日発売、講談社）ISBN 4062172755
- w-inds. 10th Anniversary BEST LIVE TOUR 2011「Long Road」（2011年12月24日発売、エンターブレイン）ISBN 4047277614
- w-inds.千葉涼平ソロ写真集「Abundance」（2015年12月9日発売、KADOKAWA）
- w-inds. meets JUNON 3 -15th Anniversary（2016年7月1日発売、主婦と生活社）

### 関連書籍
- 東京スタイル爆弾 全3巻 ※w-inds.が出演している少女漫画
- 誘惑のベール vol.1
- 誘惑のベール vol.2

## 受賞歴
2001年
- 第34回日本有線大賞 最優秀新人賞 （『Paradox』）
- 第43回日本レコード大賞 最優秀新人賞 （『Paradox』）

2002年
- 第44回日本レコード大賞 金賞 （『Because of you』）
- 第39回 ゴールデン・アロー賞 音楽新人賞
- 第16回 日本ゴールドディスク大賞 ニューアーティストオブザイヤー

2003年
- 14th RTHK International Pop Poll Award
  - Top Japanese New Artist（GOLD）
- 第45回日本レコード大賞 金賞 （『Long Road』）

2004年
- Yahoo!Hongkong Buzz Music Awards ： The Best International Group 2004
- IFPI香港ベストセールス賞日韓部門 best seller album 2004 （『w-inds.PRIME OF LIFE』）
- IFPI香港ベストセールス賞日韓部門 best seller album 2004 （『w-inds.bestracks』）

2005年
- 第47回日本レコード大賞 金賞 （『十六夜の月』）
- Yahoo!Hongkong Buzz Music Awards ： The Best International Group 2005
- IFPI香港ベストセールス賞日韓部門 best seller album 2005 （『ageha』）

2006年
- 第39回 日本有線大賞 有線音楽賞
- 第48回日本レコード大賞 金賞 （『ブギウギ66』）
- MTV Student Voice Awards 2006 最優秀ダンスアーティスト賞
- 2006 中国&台湾HITO流行音楽賞 “Bset HITO pop song” （『キレイだ』）
- MTV Channel マンダリンアウォーズ： Mandarin Awards 2006 “The Most Popular Group of Japan”
- MTV Channel マンダリンアウォーズ： Mandarin Awards 2006 “12 millions CD Sale Special Awards”
- Mnet KM Music Festival 2006 “Best Asia Pop Artist”
- Yahoo!Hongkong Buzz Music Awards ： The Best International Group 2006
- IFPI香港ベストセールス賞日韓部門 best seller album 2006 （『THANKS』）

2007年
- 第49回日本レコード大賞 金賞 （『LOVE IS THE GREATEST THING』）
- MTV Student Voice Awards 2007 最優秀“STUDENT VOICE”グループ賞
- 2007 RTHK 18th International Pop Poll Awards ： Top Artist/Group Japan （GOLD）
- Yahoo!Hongkong Buzz Music Awards ： The Best International Group 2007

2008年
- IFPI香港ベストセールス賞2007 日韓部門 best seller album （『Journey』）
- 19th RTHK International Pop Poll Award
  - Top Japanese Gold Song （BRONZE）（『Beautiful Life』）
- 第5回 アジアソングフェスティバル “THE BEST ASIAN ARTIST AWARDS”
- 第50回日本レコード大賞 優秀作品賞 （『アメあと』）

2009年
- IFPI香港ベストセールス賞2008 日韓部門 best seller album （『BEST ELEVEN』）
- IFPI香港ベストセールス賞2008 日韓部門 best seller album （『Seventh Ave.』）
- 第51回日本レコード大賞 優秀作品賞 （『Rain Is Fallin'』）
  - “w-inds.×G-DRAGON(BIGBANG)”と銘打ち、韓国のグループBIGBANGのG-DRAGONとコラボレーションした作品

2010年
- MTV WORLD STAGE VMAJ 2010 最優秀コラボレーションビデオ賞 （『Rain Is Fallin'』）
- 第52回日本レコード大賞 優秀作品賞 （『New World』）

2011年
- IFPI香港ベストセールス賞2010 日韓部門 best seller album （『Another World』）
- 22th RTHK International Pop Poll Award
  - Top Japanese Gold Song （GOLD）（『Addicted to love』）

2012年
- IFPI香港ベストセールス賞2011 日韓部門 best seller album （『w-inds. 10th Anniversary Best Album』）

2013年
- IFPI香港ベストセールス賞2012 日韓部門 best seller album （『MOVE LIKE THIS』）

2014年
- IFPI香港ベストセールス賞 日韓部門 功労賞

2015年
- IFPI香港ベストセールス賞2014 日韓部門 best seller album （『Timeless』）
- 19th China Music Awards “Asian Most Influential Singer”
- 在香港日本国総領事館総領事 在外公館長表彰（総領事表彰）“w-inds.、香港でJ-POP初の日本総領事表彰”.   ORICON STYLE (2015年11月3日). 2015年11月4日閲覧。

2016年
- IFPI香港トップセールス・ミュージックアワード2015 ベストセールス・リリース日韓部門　（『Blue Blood』）“アルバム12作連続！ IFPI香港トップセールス・ミュージックアワード2015「ベストセールス・リリース日韓部門」受賞”. w-inds.tv. (2016年3月29日) {{cite news}}: 不明な引数|1=が空白で指定されています。 (説明)⚠
- 27th RTHK International Pop Poll Award “w-inds.が香港音楽アワード2冠「心から感謝」”. ORICON STYLE. (2016年4月28日) 2016年4月28日閲覧。
  - Top Artist／Group JAPAN
  - Top Japanese Gold Song　（GOLD）（『In Love With the Music』）

2017年
- 28th RTHK International Pop Poll Award
  - Top Artist/Group Japan
  - Top Japanese Gold Song　（GOLD）（『Boom Word Up』）

2018年
- 29th RTHK International Pop Poll Award
  - Top Japanese Gold Song　（GOLD）（『Time Has Gone』）

2019年
- 外務省飯倉公館 令和元年度外務大臣表彰（団体）『音楽を通じた日本とベトナムとの文化交流の促進』

2020年
- 31st RTHK International Pop Poll Award
  - Top Japanese Gold Song （SILVER）　（『Get Down』）

2023年
- 第24回 China Music Awards“ASIAN MOST POPULAR GROUP”
- 34st RTHK International Pop Poll Awards,RTHK 95years of Public Services Broadcasting HONORARY AWARD